# Acedera
Acedera – gmina w prownicji Badajoz we wspólnocie autonomicznej Estremadura. W 2008 roku zamieszkiwało ją 846 mieszkańców.